# Prusias I của Bithynia
Prusias I Cholus (tiếng Hy Lạp: Προυσίας Α 'ὁ Χωλός, "Vua què", sống vào khoảng 243 TCN - 182 TCN, trị vì khoảng 228 TCN - 182 TCN) là một vị vua của Bithynia. Ông là con trai vua Ziaelas của Bithynia và bằng việc kết hôn với con gái của vua Demetrios II của Macedonia, Apama III, ông đã thiết lập liên minh với nhà Antigonos của Macedonia.
Dưới triều đại của mình, Prusias đã tiến hành một cuộc chiến tranh chống lại Byzantium (năm 220 TCN), sau đó ông đánh bại những người Galatia vốn được Nicomedes I mời qua eo biển Bosphorus. Ông cũng mở rộng lãnh thổ của Bithynia bằng một loạt các cuộc chiến tranh chống lại Attalos I của Pergamum và Heraclea Pontica trên Biển Đen. Philippos V của Macedonia đã tặng cho ông các cảng Keios và Myrleia vào năm 202, mà sau đó ông đổi tên thành Prusias và Apameia tương ứng. Mặc dù ông đã cho Hannibal được trú ẩn tại cung điện của mình và sau đó giúp ông chống lại nhà Attalos, ông vẫn đứng trung lập trong cuộc chiến tranh giữa Cộng hòa La Mã với Antiochos III Đại đế. Hoàng hậu Apama III đã sinh cho Prusias I một người con trai tên là Prusias II, người sau này lên kế vị ông.

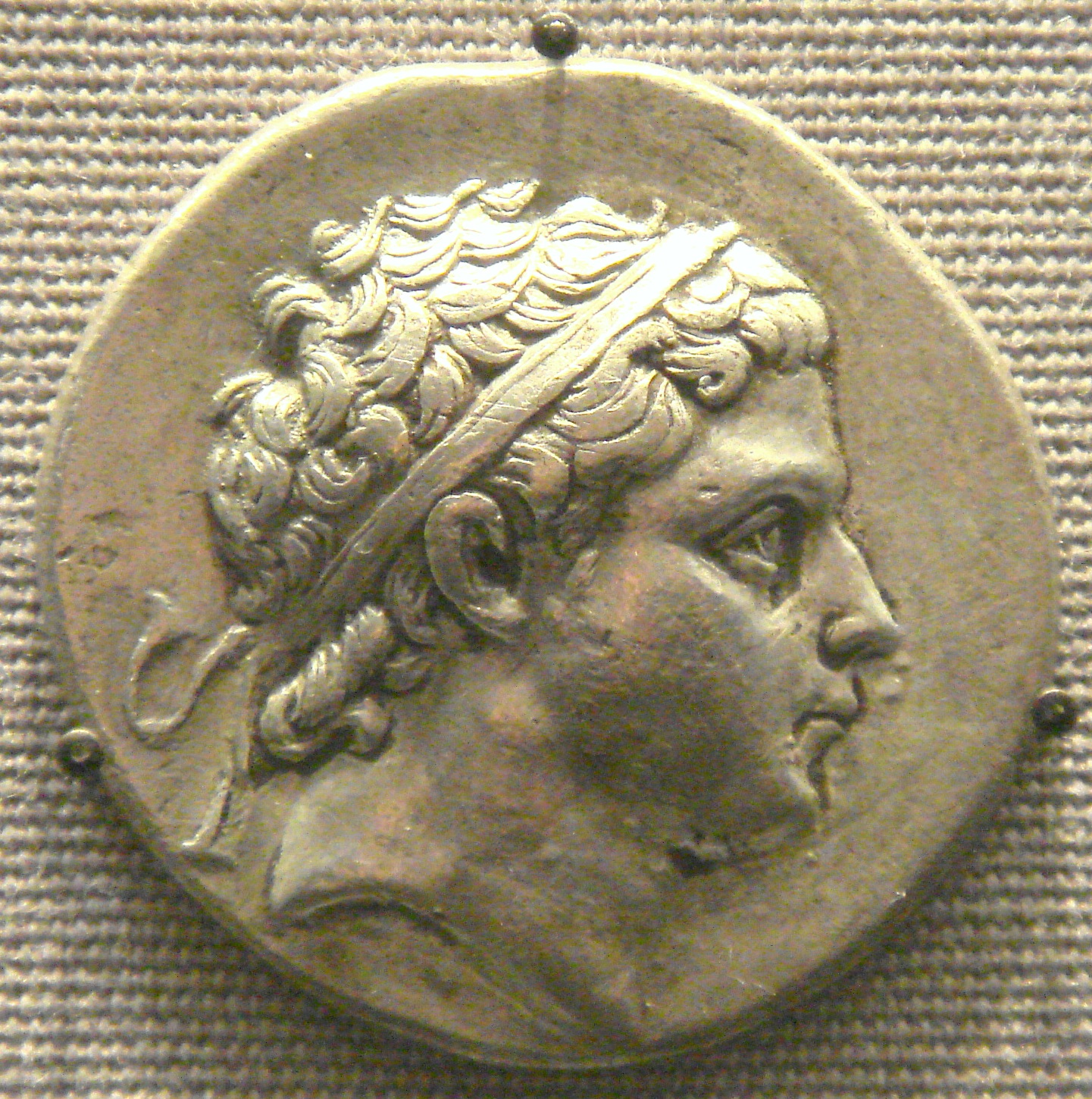
Prusias I thời trẻ
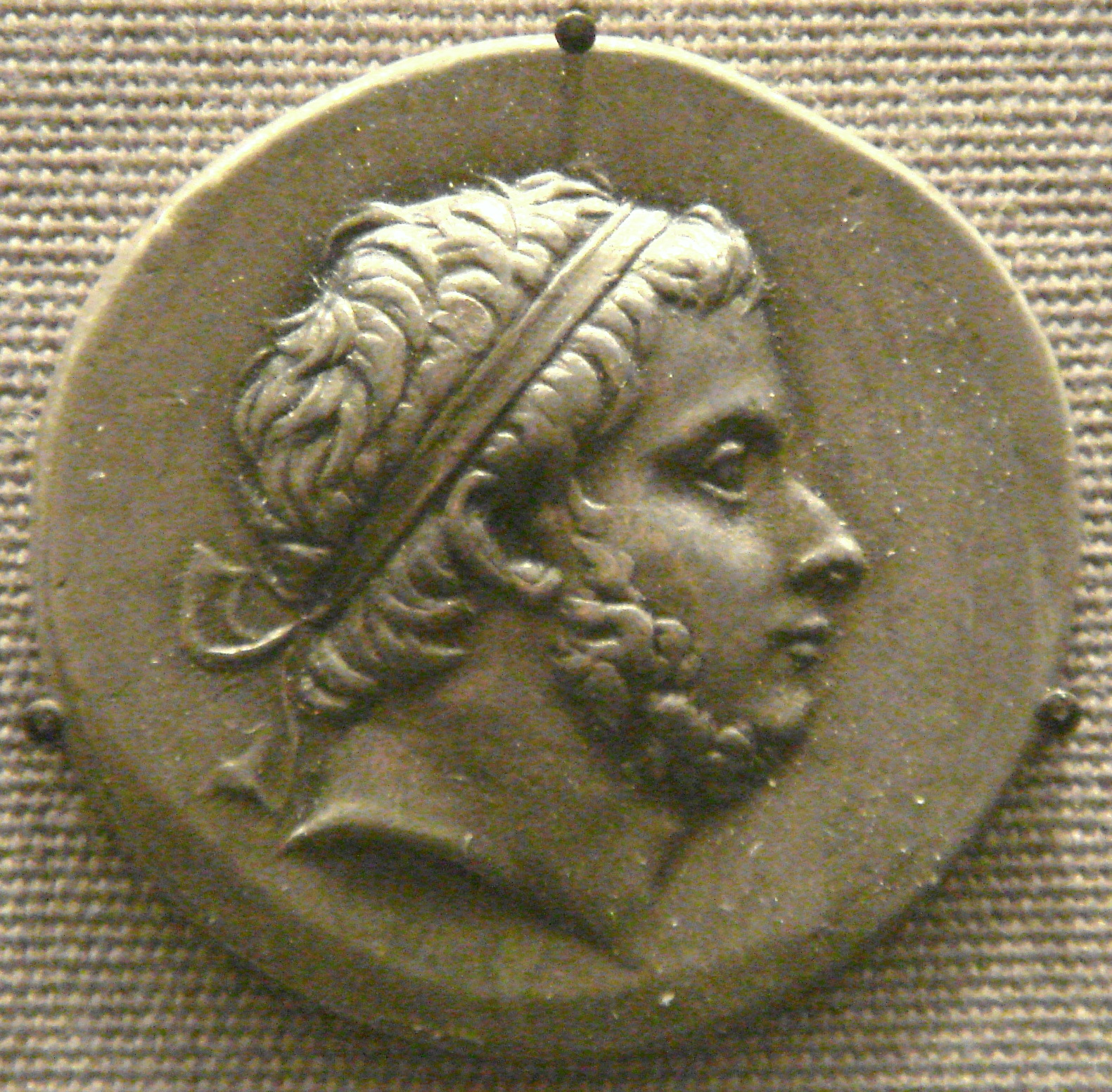
Prusias I già hơn và có râu